# Pectinifer aeneus
Pectinifer aeneus är en tvåvingeart som först beskrevs av Cresson 1918.  Pectinifer aeneus ingår i släktet Pectinifer och familjen vattenflugor. Inga underarter finns listade i Catalogue of Life.